# Rolf Smedvig
Rolf Smedvig (Seattle, 23 settembre 1952 – West Stockbridge, 27 aprile 2015) è stato un trombettista statunitense di musica classica.
Rolf Thorstein Smedvig è stato nei fondatori degli "Empire Brass" Quintet, uno dei più affermati quintetti di ottoni. Tra le qualità che gli venivano riconosciute c'erano la bellezza del suono e l'accuratezza dell'intonazione.

## Biografia
Il padre, Egil Steinar Smedvig (1922-2012) era un compositore ed insegnante di musica, emigrato da Stavanger, in Norvegia. Sua madre, Kristin (Jonsson) Smedvig (1921-2004) era violinista nell'Orchestra Sinfonica di Seattle, ed era emigrata dall'Islanda .
Nel 1965, all'età di 13 anni, entrò a far parte dell'Orchestra sinfonica giovanile di Seattle come Prima tromba. Nel 1971 frequentò il programma musicale estivo al Tanglewood Music Center, dove Leonard Bernstein lo scelse come tromba solista per la prima esecuzione mondiale della sua composizione “Mass”, composta per l'inaugurazione del Kennedy Center di Washington.
Fra i suoi insegnanti ci fu anche Maurice André, presso l'Università di Boston, dove successivamente Smedvig fu insegnante.
Nel 1971, all'età di 19 anni, entrò a far parte della Boston Symphony come Assistente della prima tromba. A quel tempo Smedvig era il componente più giovane dell'orchestra. Nel 1979 divenne Prima tromba, lasciando poi l'orchestra nel 1981 per concentrarsi sulla carriera da solista, sulla direzione d'orchestra e sulla musica da camera.
Nel 1972 fu fra i fondatori del quintetto d’ottoni "Empire Brass", che fu "Faculty Quintet-in-Residence" all'Università di Boston per diversi anni. La formazione fu il primo quintetto d'ottoni a vincere il premio della "Walter W. Naumburg Foundation". Il quintetto realizzò oltre venti registrazioni discografiche .

## Vita privata
È stato sposato in prime nozze con Caroline Elisabeth Hessberg, figlia dell'avvocato di New York Al Hessberg , che ha poi sposato il cantautore statunitense James Taylor. Nel 1992 Smedvig si è risposato con Kelly Holub, con la quale ha avuto quattro figli . È morto in casa per un attacco cardiaco.